# Isoxazolylpenicilline

Hervorgehobener Isoxazolylring in Flucloxacillin

Isoxazolylpenicilline stellen eine Gruppe von Antibiotika dar, die zu den β-Lactam-Antibiotika gehören. Sie sind hierbei die einzigen Vertreter dieser Antibiotika-Gruppe, die gegenüber bakteriellen β-Lactamasen resistent sind. Deshalb können (im Gegensatz zu z. B.: Penicillin G) Staphylokokken-Infektionen behandelt werden. Eine Behandlung von MRSA (ursp. Methacillin-resistenter-Staphylococcus-aureus) ist nicht möglich, da die von diesen Erregern produzierte Penicillinasen die Isoxazolylpenicilline spalten können. Charakteristisch ist ein Isoxazolring, in dem Stickstoff und Sauerstoff direkt benachbart sind. Er bewirkt eine sterische Abschirmung gegenüber Penicillinasen, die das Molekül abbauen würden. Isoxazolylpenicilline sind säurefest und können somit auch oral verabreicht werden, ihre antimikrobielle Aktivität ist jedoch schwächer als die des Benzylpenicillins.
Der Einsatz von Isoxazolylpenicillinen ist auf Infektionen mit Staphylokokken beschränkt („Schmalspektrum-Penicilline“).
Typische Vertreter sind Oxacillin, Cloxacillin, Dicloxacillin und Flucloxacillin.